# كريستيان كليم
كريستيان كليم (بالنرويجية البوكمول: Christian Werring Clem)‏ هو لاعب كرة قدم نرويجي في مركز الوسط، ولد في 6 يناير 1973 في كوبنهاغن في الدنمارك. شارك مع منتخب النرويج تحت 21 سنة لكرة القدم. أما مع النوادي، فقد لعب مع بولدكلوبن فرم ونادي بروندبي ونادي فريماد أماغر ونادي لينغبي.

## وصلات خارجية
- كريستيان كليم على موقع اتحاد النرويج (النرويجية)
- كريستيان كليم على موقع قاعدة بيانات كرة القدم.إي يو (الإنجليزية)